# Hidrofólio

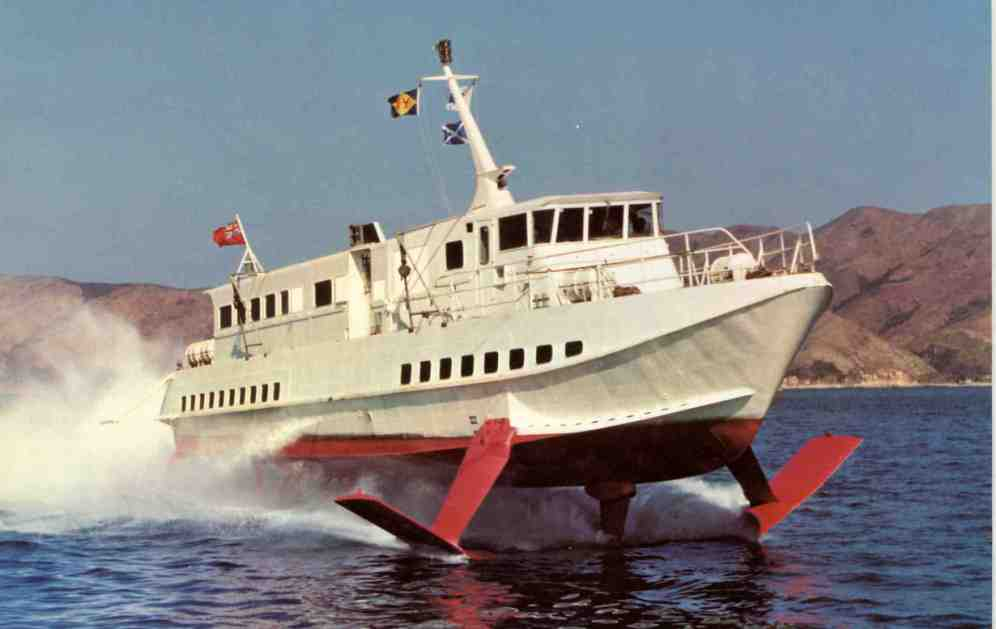
Um modelo de hidrofólio deslocando-se sobre suas "asas".

Um hidrofólio, é qualquer estrutura baseada em líquido que provê sustentação devido a seu ângulo de ataque ou curvatura. Pode ser artificial, tal como num barco, ou ocorrer naturalmente, como em peixes, animais aquáticos ou outras criaturas tais como o equinodermo chamado popularmente de "bolacha-do-mar", Dendraster excentricus.